# Raymond Dodge
Raymond Dodge (* 20. Februar 1871 in Woburn, Massachusetts; † 8. April 1942 in Tryon, North Carolina) war ein US-amerikanischer experimenteller Psychologe und Neuropsychologe.

## Leben und Wirken
Dodge erwarb 1983 am Williams College einen Bachelor in Philosophie und promovierte 1896 bei Benno Erdmann an der Universität Halle mit der Arbeit Die motorischen Wortvorstellungen zum Dr. phil. Zurück in den Vereinigten Staaten arbeitete er zunächst als Dozent am Ursinus College in Pennsylvania, bevor er 1898 an die Wesleyan University wechselte, wo er 1902 eine ordentliche Professur erhielt. 1924 ging Dodge an die Yale University, wo er gemeinsam mit Robert M. Yerkes und Clark Wissler die Abteilung für Psychologie aufbaute. 1936 ging Dodge in den Ruhestand.
Bei Erdmann entwickelte Dodge einen Apparat (Tachistoskop), mit dem sich die zeitliche Länge eines optischen Stimulus festlegen ließ. Er konnte zeigen, dass die grundlegende Einheit beim Lesen das Wort, nicht der Buchstabe ist, und entdeckte die sogenannten sakkadischen Augenbewegungen als schnelle Bewegung zum nächsten Fixierpunkt. Später konnte er zeigen, dass das periphere Sehen beim Lesen hilft, da der Leser damit Vorhersagen über den folgenden Text treffen kann. Mit Francis G. Benedict arbeitete er zum psychologischen Einfluss von geringen Mengen Alkohol. Während des Ersten Weltkriegs arbeitete Dodge zu den Effekten langen Tragens von Gasmasken und zur Ermüdung und er entwickelte ein erfolgreiches Programm zur Auswahl und zum Training von Kanonenschützen in der Marine. Dodge ist vor allem für seine apparativen Entwicklungen zur Registrierung von Augenbewegungen (auch bei geschlossenen Augen) und Lidschlag bekannt. Seine Arbeiten trugen wesentlich zum Verständnis des Lesens und der räumlichen Wahrnehmung bei.
Dodges Arbeiten werden auch acht Jahrzehnte nach seinem Tod noch zitiert. Laut Datenbank Scopus, die Zitationen überwiegend erst aus der Zeit nach den 1970er Jahren erfasst, hat Dodge einen h-Index von 10 (Stand Juli 2022). Zu seinen Schülern zählte Ernest Hilgard.
Raymond Dodge war seit 1897 mit Henrietta C. Cutler (1871–1963) verheiratet. Die Ehe blieb kinderlos. Dodge litt in seinen letzten Lebensjahren an Morbus Parkinson. Sein Grab befindet sich auf dem Mount Hope Cemetery in West Acton, Middlesex County, Massachusetts.

## Auszeichnungen (Auswahl)
- 1911 Fellow der American Association for the Advancement of Science
- 1916 Präsident der American Psychological Association[3]
- 1924 Mitglied der National Academy of Sciences[4]
- 1924 Mitglied der American Academy of Arts and Sciences[5]

## Schriften (Auswahl)
- Psychologische Untersuchungen über das Lesen, 1899
- Visual Fixation, 1908
- Elementary Condition of Human Variability, 1927
- Experimental Analysis of the Sensori-Motor in Consequences of Passive Oscillation, Rotary and Rectilinear, 1928, mit Roland C. Travis
- The Craving for Superiority, 1931, mit Eugen Kahn